# Johanna Haarer

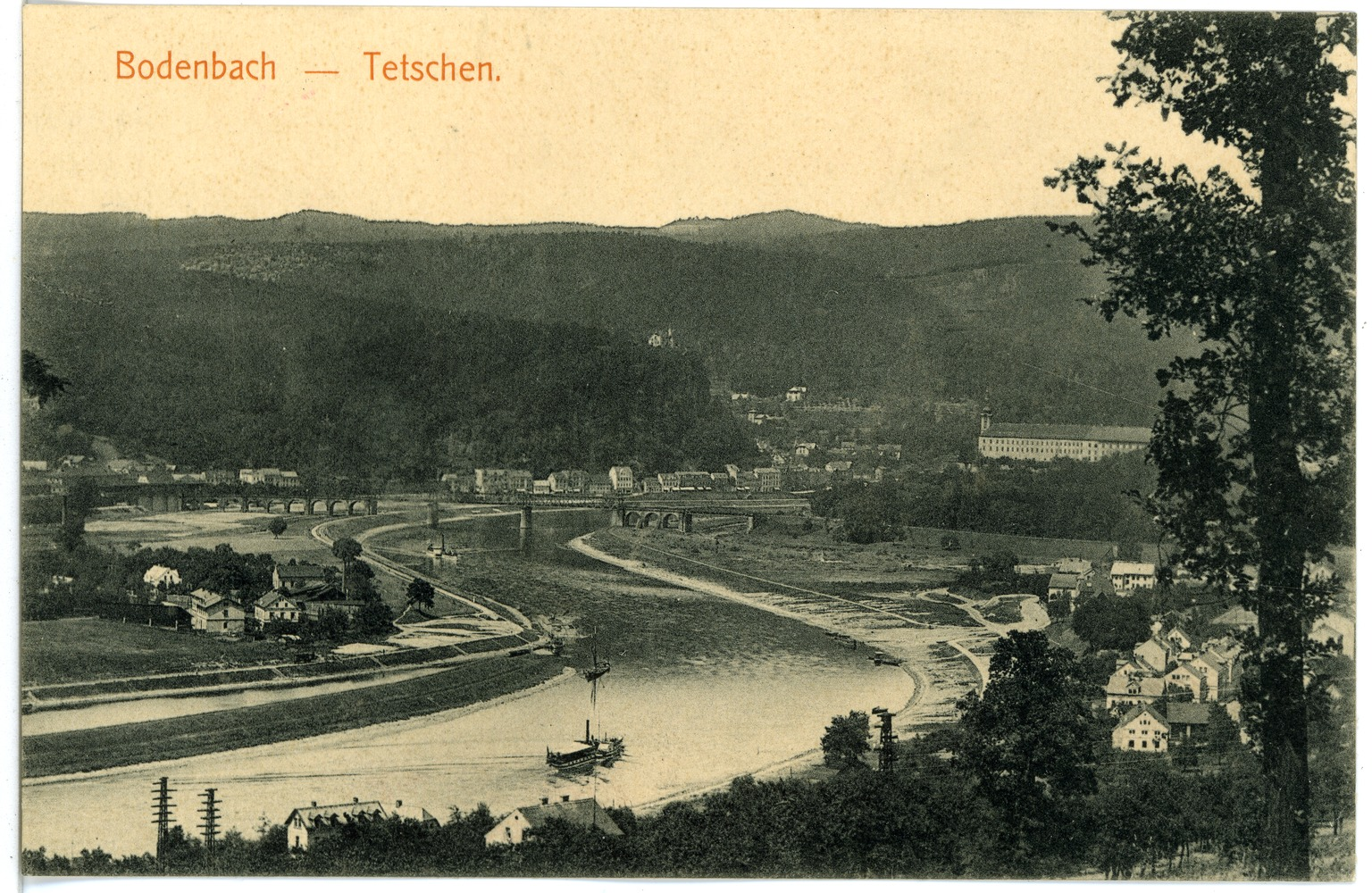
De dorpen Bodenbach en Tetschen met in het midden de rivier de Elbe.

Johanna Haarer (Bodenbach an der Elbe, 3 oktober 1900 - München, 30 april 1988) was een Duits-Oostenrijkse arts en auteur. 
Haarer behaalde in 1925 haar doctorstitel in de geneeskunde, maar gaf in 1932 haar loopbaan als arts op nadat ze trouwde en kinderen kreeg. Ze begon met het schrijven van artikelen over opvoeding en babyverzorging voor Die deutsche Frau, de wekelijkse bijlage van de nationaalsocialistische krant Völkischer Beobachter. De populariteit van haar stukken leidde in 1934 tot de publicatie van haar eerste boek Die deutsche Mutter und ihr erstes Kind, dat de bestverkochte opvoedgids in nazi-Duitsland werd. Ten tijde van het Derde Rijk was zij de succesvolste auteur van pedagogische literatuur binnen de nationaalsocialistische ideologie.
Na de Tweede Wereldoorlog werd ze vanwege haar betrokkenheid bij de NSDAP en haar partijlidmaatschap een jaar opgesloten in door Amerikanen geleide interneringskampen. In de naoorlogse jaren mocht ze door haar betrokkenheid bij het nationaalsocialistische regime geen eigen artsenpraktijk openen en werkte om die reden tot 1965 als longarts voor de overheid. 
Ze werd tot in de jaren zeventig beschouwd als een invloedrijk persoon op het gebied van kinderopvoeding. Haar debuutboek werd, in aangepaste vorm, tot 1987 herdrukt. In totaal werden 1,2 miljoen exemplaren van het boek verkocht.

## Jeugd
Johanna 'Hanni' Haarer werd op 3 oktober 1900 geboren in Bodenbach an der Elbe in het noorden van Oostenrijk-Hongarije als Johanna Barsch. Ze was de dochter van Alois Barsch en Anna Fremrová. Ze had een twee jaar oudere broer, Georg, die aan hersenvliesontsteking overleed toen hij tien jaar oud was.
Haar vader was boekbinder en afkomstig uit een Duitstalige familie. De familie aan haar moederskant kwam uit een klein plaatsje nabij Pilsen in het koninkrijk Bohemen. Haarer werd de eerste twee jaren van haar leven opgevoed door haar Tsjechische grootmoeder. Toen haar vader erachter kwam dat ze enkel Tsjechisch sprak, stuurde hij haar grootmoeder het huis uit. Later sprak Haarer zowel Tsjechisch als Duits.
Haar ouders hadden een kantoorboekhandel in Bodenbach, maar vanwege de alcoholproblemen van haar vader werkte voornamelijk haar moeder in de winkel. Haarer had een complexe relatie met haar ouders. Haar vader leidde zijn leven lang aan depressies en had een misvorming in zijn rug. Hij probeerde zijn minderwaardigheidsgevoel te compenseren door Duits te spreken en aansluiting te zoeken bij de hogere sociale klassen. Daarnaast ontwikkelde hij een sterk antisemitisme. Zijn bovenmatig alcoholgebruik voerde echter de boventoon in het dagelijks leven. Als achtjarig kind moest Haarer haar vader regelmatig ophalen uit cafés als hij te veel had gedronken. Desondanks verkoos ze hem boven haar moeder, die ze ervoer als een strenge vrouw die haar minachtend behandelde wanneer ze ongehoorzaam was. Haar moeder was emotioneel zeer afstandelijk en sprak Haarer aan met 'kind', in plaats van haar voornaam te gebruiken.

## Opleiding
Nadat ze in 1914 de lagere school afrondde, hielp ze mee in de kantoorboekhandel van haar ouders, ondanks dat ze liever haar Abitur wilde behalen zodat ze in Duitsland geneeskunde kon gaan studeren. Haar moeder stond negatief tegenover haar plannen, maar haar vader ging akkoord. Aanvankelijk koos hij de Dürerschool in Hochwaldhausen voor zijn dochter, maar veranderde van gedachten nadat hij merkte dat de meeste leraren en leerlingen Joods waren. Vervolgens schreef hij haar op zestienjarige leeftijd in voor het Duitse nationalistische internaat van de Hermann-Lietz-Schule in het gehucht Haubinda in Thüringen. Haarer was hier de enige vrouwelijke studente. Daarna ging ze naar het internaat in Bieberstein in Hessen waar ze in 1920 haar eindexamen behaalde.
Na haar eindexamen studeerde ze geneeskunde in Heidelberg, Göttingen en München. In München kreeg ze les van onder meer Friedrich von Müller, Ernst von Romberg, Ferdinand Sauerbruch en Walter Straub die in deze periode bekend stonden als zeer invloedrijke artsen. Tijdens haar opleiding, in 1924, trouwde ze met geneeskundestudent Hellmut Weese, maar het huwelijk duurde slechts vijf jaar. Naar eigen zeggen was er sprake van 'oprechte liefde', maar waren de twee te verschillend. Daarnaast was haar echtgenote overspelig. Toen ze erachter kwam dat een van zijn buitenechtelijke relaties zwanger van hem was, vroeg ze een echtscheiding aan.
In 1925 slaagde ze voor haar staatsexamen. Tijdens haar studie had ze grote interesse in psychiatrie, maar hekelde de onvoorspelbaarheid van psychiatrische patiënten. Om deze reden koos ze voor haar proefschrift een onderwerp uit de pathologie. Ze promoveerde in 1926 cum laude met haar proefschrift 'Een bijdrage tot de etiologie van interne hemorragische pachymeningitis' en behaalde daarmee een doctorstitel in de geneeskunde.

## Loopbaan
In 1926 voltooide ze haar stagejaar en kreeg ze bevoegdheid als arts te werken. Aangezien het voor haar als jonge vrouwelijke arts niet mogelijk was om chirurg te worden, startte ze met vrijwilligerswerk in diverse ziekenhuizen in München. Daarna werd ze arts-assistent op de afdeling pulmonologie in het Sanatorium Harlaching in München. Als arts-assistent kon Haarer zelf in haar bestaan voorzien, maar als gescheiden vrouw voelde ze zich sociaal geïsoleerd. In het sanatorium ontmoette ze hoofdarts Otto Haarer en de twee trouwden in 1932. Na het huwelijk gaf ze haar baan als arts op. In januari van het jaar daarna werd hun tweeling geboren. Naar eigen zeggen waren een carrière, een huwelijk en kinderen onverenigbaar. Het stel kreeg in totaal vijf kinderen: vier meisjes en één jongen.
Na de geboorte van de tweeling begon ze met het schrijven van artikelen over babyverzorging. Ze benaderde het dagblad Münchner Neuesten Nachrichten, maar zij hadden geen interesse in de publicatie van de stukken. Nadat ze door de krant was afgewezen, zocht ze contact met de Völkischer Beobachter, de officiële krant van de Nationaalsocialistische Duitse Arbeiderspartij (NSDAP). Haar artikelen werden gepubliceerd in de wekelijkse bijlage genaamd Die deutsche Frau. In haar artikelen richtte ze zich tot jonge vrouwen om hen te begeleiden richting het moederschap. Haarer maakte zich zorgen om het grote aantal kinderloze gezinnen en kinderen die in nazi-Duitsland opgroeiden in armoede. Volgens haar was een 'wereldbeeld dat vijandig stond tegenover kinderen' de oorzaak van het dalende geboortecijfer. Ze was van mening dat uit elk huwelijk vier kinderen moesten voortkomen om vergrijzing in nazi-Duitsland tegen te gaan. Omdat haar artikelen positief werden ontvangen, schreef ze nog tien artikelen.

### Start literaire carrière

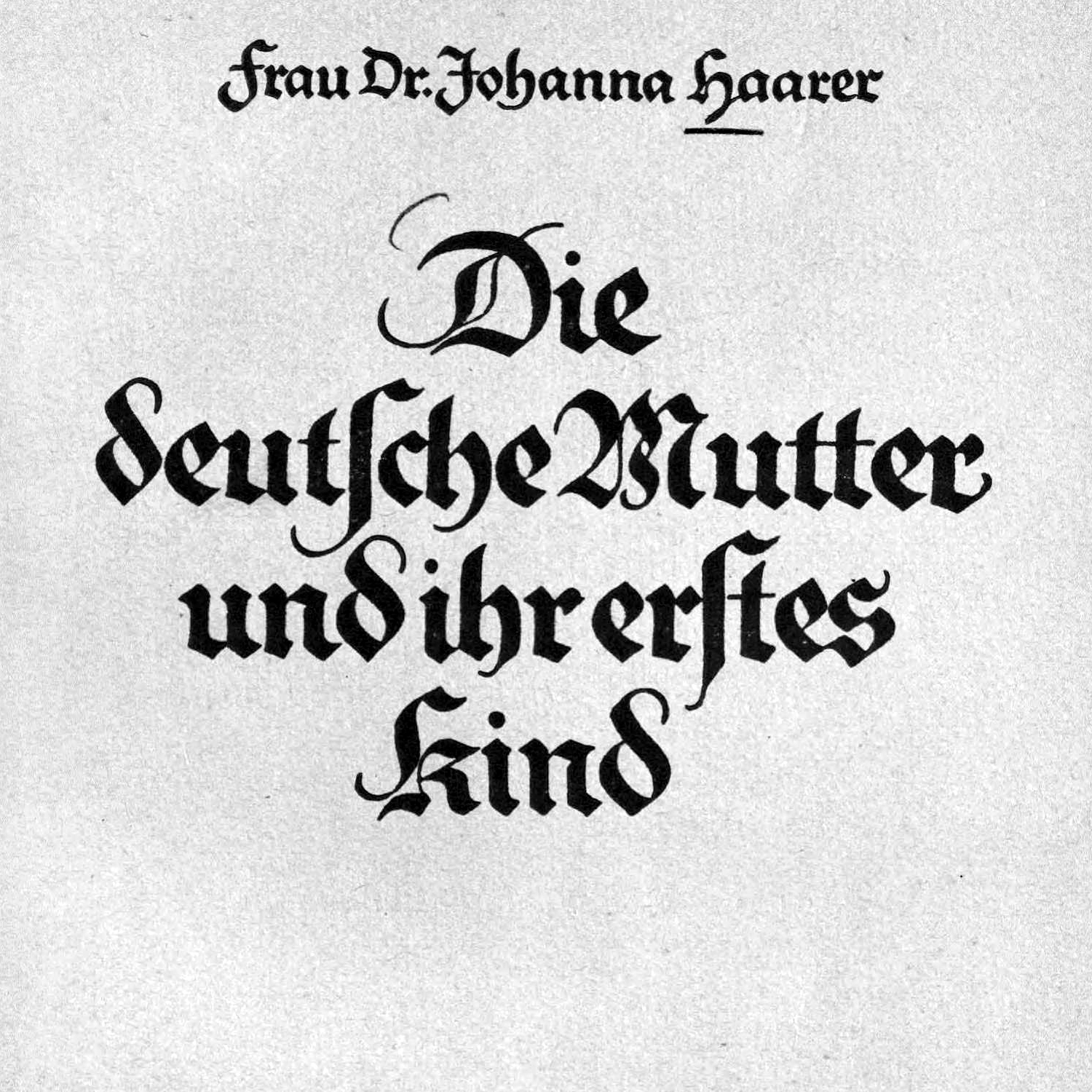
Omslag van het boek Die deutsche Mutter und ihr erstes Kind

Haarer werd gevraagd haar adviezen te bundelen en in 1934 verscheen haar eerste boek Die deutsche Mutter und ihr erstes Kind bij Carl Gerber Verlag. De eerste editie, met een oplage van ongeveer 10.000 stuks, was binnen een week uitverkocht. Vanaf 1935 werd het boek uitgegeven door J.F. Lehmanns Verlag, een uitgeverij van medische literatuur. Op de omslagen van de boeken verscheen haar naam met haar dokterstitel, wat bij de buitenwereld de indruk wekte dat ze kinderarts was.
Het boek vertaalde nationaalsocialistische ideeën naar concrete opvoedingsadviezen. Veel van haar adviezen waren gebaseerd op het boek Mein Kampf van Adolf Hitler. In het boek staan orde, reinheid, regelmaat, afharding en absolute gehoorzaamheid centraal, omdat dit kinderen tot gehoorzame en inzetbare mensen voor de nationaalsocialistische samenleving zou maken. Volgens Haarer was opvoeding een 'krachtmeting' tussen moeder en kind, en zou zachtmoedigheid leiden tot de ontwikkeling van 'huiselijke tirannen'. Het boek werd een standaardwerk in de opvoedingsliteratuur.
Na de publicatie van haar eerste boek schreef ze regelmatig stukken voor het Münchener Medizinische Wochenschrift, dat tevens in bezit was van J.F. Lehmanns Verlag, de Völkischer Beobachter en voor NS-Frauen-Warte, het nazitijdschrift voor vrouwen dat werd uitgegeven door de Nationalsozialistische Frauenschaft. Daarnaast gaf ze regelmatig radio-interviews over zwangerschap en de zorg voor kinderen. Door haar inkomsten uit de boekenverkoop groeide haar inkomen. Samen met haar man kocht ze een grote woning in München in het stadsdeel Schwabing en liet ze haar ouders uit het Sudetenland bij hen intrekken.
In 1936 volgde de publicatie van het boek Unsere kleinen Kinder dat gericht was op ouders met kinderen in de leeftijd van twee tot zes jaar oud. Doordat het hoofd van de uitgeverij een invloedrijk nationaalsocialist was, vonden haar werken snel hun weg naar bibliotheekcollecties. Daarnaast werd haar eerste boek als standaardwerk gebruikt in de Mütterschulen van de Reichsmütterdienst van de nationaalsocialistische vrouwenbond.

### Connectie met de NSDAP

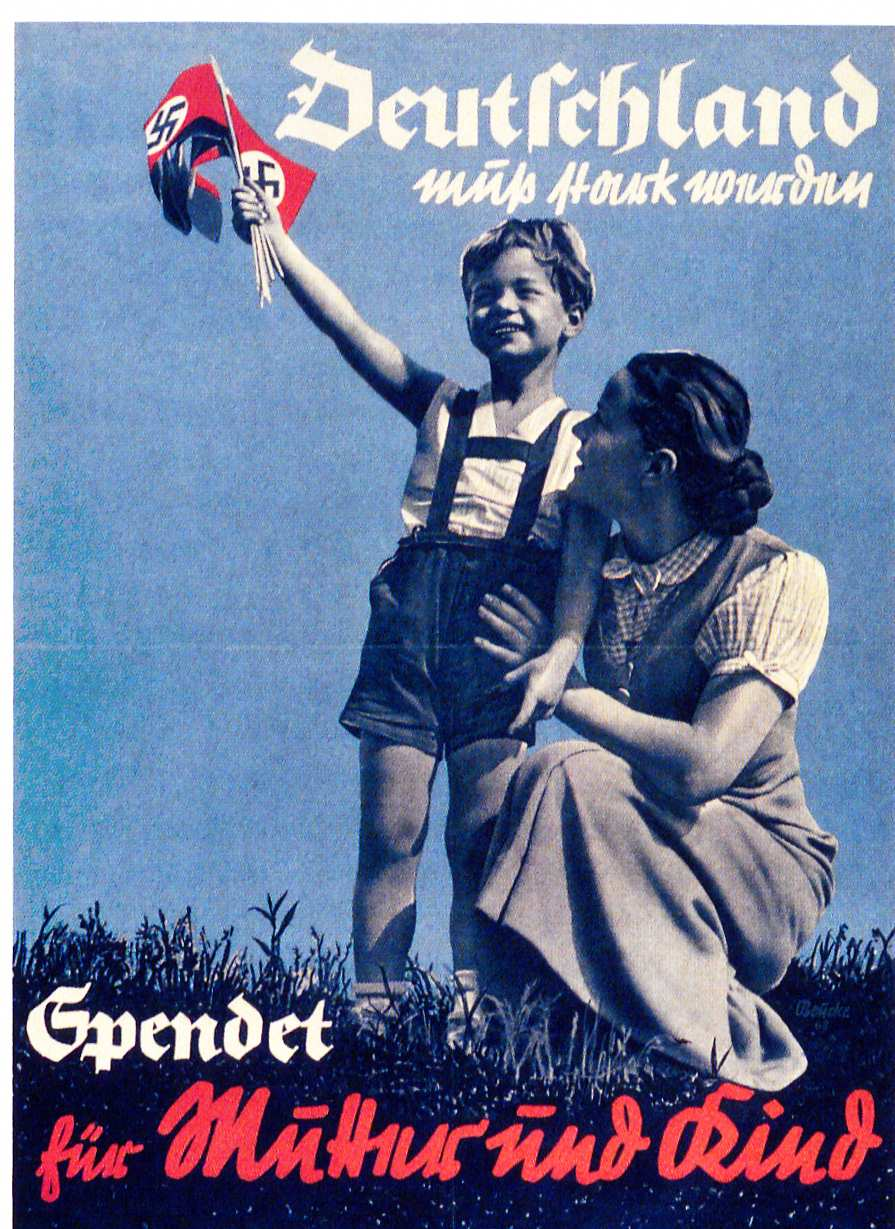
Affiche voor Hilfswerk Mutter und Kind (1934)

In hetzelfde jaar als dat haar tweede boek verscheen werd ze gerekruteerd door de NSDAP. Ze zette zich op vrijwillige basis in als districtsmedewerker voor rassenpolitieke kwesties bij de nationaalsocialistische vrouwenbond. Daarnaast was ze betrokken bij de Nationalsozialistische Volkswohlfahrt (NSV), de Nationaalsocialistische Volkswelzijnsorganisatie, bij Hilfswerk Mutter und Kind en bij de Mütterschule in München. Een jaar nadat ze was gestart met vrijwilligerswerk voor de NSDAP werd ze op 1 mei 1937, op aandringen van plaatsvervangend partijleider van het district München-Opper-Beieren Otto Nippold, lid van de partij.

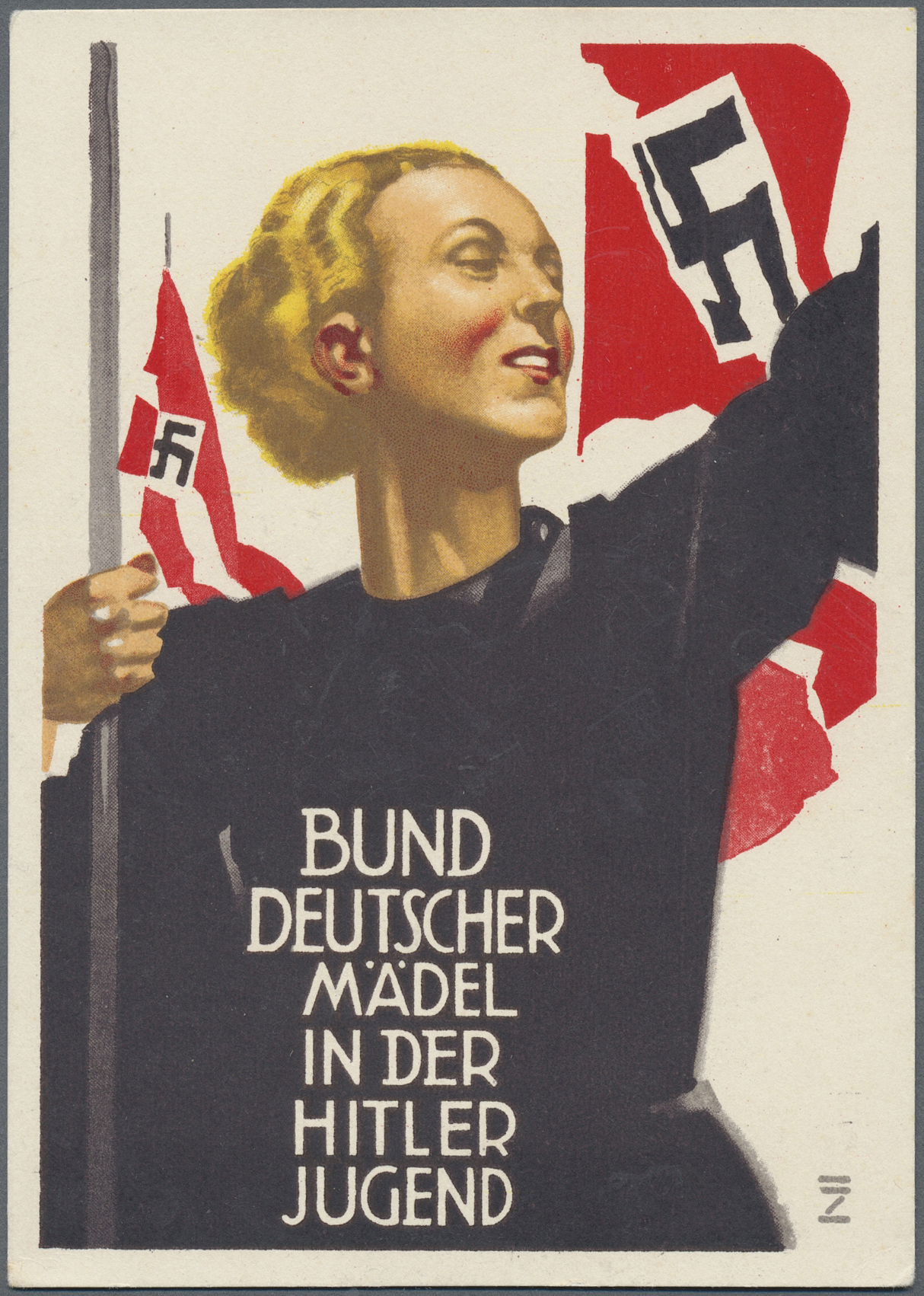
Propagandaposter voor de Bund Deutscher Mädel (1933)

In 1937 publiceerde ze boeken Säuglingspflege für junge Mädchen. Unterrichtsbuch für Schulen en Mutterschaft und Familienpflege im neuen Reich die beiden zeer sterk waren beïnvloed door het nationaalsocialistisch gedachtegoed. Tijdens haar lezingen benadrukte zij het belang van het behoud van het traditionele moederschap en gezin. Ze was fel tegen abortus, anticonceptie en het beeld van de vrouw dat tijdens de Weimarrepubliek was gevormd dat volgens haar veel vrouwen ervan had weerhouden moeder te worden. Ze prees de maatregelen van het nationaalsocialistische bewind, waaronder het grootschalig ontslag van vrouwen uit het arbeidsleven. Volgens Haarer was het stichten van een gezin de natuurlijke taak van de vrouw.
In 1938 gaf ze, na de geboorte van haar vierde kind, haar vrijwillige positie bij de nationaalsocialistische vrouwenbond op. Dat jaar gaf zij een schooljaar lang les in gezondheidsvoorlichting aan de kleuterleidstersseminarie van de stad München. Daarnaast gaf ze les in rassenstudies en genetica aan de jeugdleidersschool. De directrice van de scholen, Maria Urban, was zeer te spreken over Haarer als docent. Volgens Urban had ze diverse meisjes weten te overtuigen zich aan te sluiten bij de Nationalsozialistische Frauenschaft, de vrouwenorganisatie van de NSDAP, of de Nationalsozialistische Volkswohlfahrt (NSV).

### Mutter, erzähl von Adolf Hitler
Kort voor het uitbreken van de Tweede Wereldoorlog in 1939 verscheen haar antisemitische en anticommunistische kinderboek Mutter, erzähl von Adolf Hitler over de opkomst van het Derde Rijk waarin Adolf Hitler een heldenrol toebedeeld kreeg. Kinderen werden in het boek aangemoedigd lid te worden van de Bund Deutscher Mädel of de Hitlerjugend, en het boek werd verplichte kost op kleuterscholen. Ze schreef het boek namens de NSDAP en door de publicatie werd ze toegelaten tot de Reichsschrifttumskammer (RSK).
Ondanks de papierschaarste en bezuinigingsmaatregelen tijdens de oorlogsjaren bleef het boek herdrukt worden, waarbij nieuwe edities werden aangepast naargelang nieuwe gebieden bezet werden door nazi-Duitsland. In Nederland verscheen het boek in 1942 onder de titel Moeder, vertel eens wat van Adolf Hitler! bij uitgeverij Westland. Het werd naar het Nederlands vertaald door Steven Barends die tevens Mein Kampf had vertaald.

## Naoorlogse jaren
Aan het einde van de oorlog werd München hevig gebombardeerd en werd het gezin naar een pension in Haag, in Opper-Beieren, geëvacueerd. In mei 1945 werd Haarer gearresteerd door de Amerikaanse bezettingsmacht. Ze werd tot en met september 1946 opgesloten in door Amerikanen geleide interneringskampen in Stephanskirchen, Moosburg en Ludwigsburg. Er werd Haarer niet medegedeeld waarom ze was gearresteerd en waarvan ze werd beschuldigd. In de interneringskampen werkte ze als arts. Haar echtgenoot was geen NSDAP-lid, maar was tijdens de oorlog onderdeel van de Krijgsmacht. Na zijn terugkeer bleef hij door de internering van zijn echtgenote alleen achter om voor hun vijf kinderen en zijn bejaarde schoonouders te zorgen. Uit wanhoop pleegde hij in april 1946 zelfmoord door van de Großhesseloher-brug, in het zuiden van München, in de Isar te springen.
Na haar vrijlating werd Haarer gedenazificeerd. Aan de Amerikanen verklaarde dat ze het boek Mutter, erzähl von Adolf Hitler enkel vanwege financiële redenen had geschreven. Vanwege haar betrokkenheid bij de NSDAP en haar functies bij nazistische organisaties kreeg ze in de naoorlogse jaren geen toestemming om eigen praktijk te openen. Ze werkte om die reden als longarts voor de overheid. In deze periode bleef het publiceren van boeken haar grootste bron van inkomsten. In Oost-Duitsland werden haar boek Die deutsche Mutter und ihr erstes Kind verboden, maar in West-Duitsland werd het opnieuw, maar herwerkt, uitgegeven onder de titel Die Mutter und ihr erstes Kind. De woorden 'Führer' en 'Volk' werden uit de tekst verwijderd, maar de inhoud bleef nagenoeg hetzelfde. De laatste druk verscheen in 1987. Naast dat herdrukken van haar debuut werden verkocht, schreef ze ook enkele nieuwe werken die met name gingen over handwerk en zelfontwikkeling. In 1962 verscheen haar laatste boek Frau sein und gesund bleiben en Haarer verdween als auteur steeds verder naar de achtergrond. In 1965 stopte ze met haar werk als longarts en ging ze met pensioen.

### Laatste levensjaren en overlijden
In haar laatste levensjaren schreef Haarer haar autobiografie, maar haar levensverhaal stopte in 1933 en werd voortgezet na haar internering. Haar nazistische overtuigingen bleef ze haar leven lang behouden. Volgens haar hadden zij en haar mede-geïnterneerden 'niets verkeerd gedaan', maar slechts 'een staatsidee [gediend hebben] dat wereldwijd erkend werd'. Volgens haar zouden alle volkeren in tijden van oorlog er alles aan doen om 'het vaderland te bevoordelen'. Daarnaast zei ze geen commentaar te willen geven op 'schuld en collectieve schuld', maar dat ze zeker was dat de Duitsers met 'heel ons hart het beste voor ons volk wilden'.
Haarer werd in de laatste jaren van haar leven door ernstige angsten steeds afhankelijker van medicatie en alcohol, en had moeite haar gebreken te accepteren. Ze overleed op 30 april 1988 in haar woning in München. Ze werd 87 jaar oud.

## Invloed opvoedingsmethoden

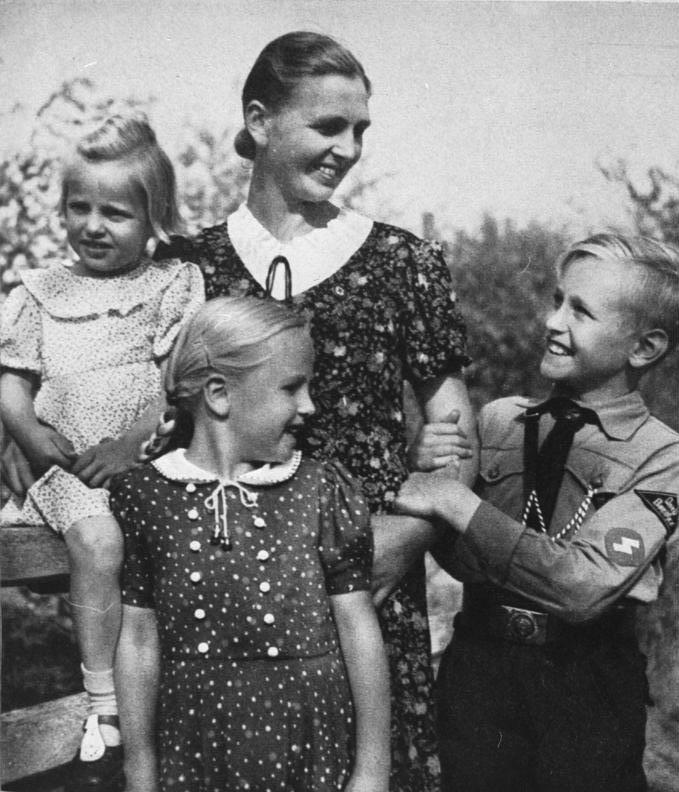
Duitse moeder met haar drie kinderen (1943)

Hoewel sommige deskundigen in de jaren dertig en veertig haar verzorgings- en opvoedingsregels als schadelijk beschouwden, werd Die deutsche Mutter und ihr erstes Kind een standaardwerk binnen de nationaalsocialistische opvoedingsliteratuur. Tussen 1934 en 1945 werden 690.000 exemplaren van het boek verkocht. Ook na het einde van de Tweede Wereldoorlog bleef het boek populair, de laatste druk verscheen in 1987. In totaal werden 1,2 miljoen exemplaren verkocht.

### Methode
In het boek pleitte Haarer voor een strenge opvoeding die direct na de geboorte van het kind startte. Volgens Haarer moest de baby na het doorknippen van de navelstreng 24 uur lang zonder voeding en gescheiden van de moeder in een donkere kamer gehouden worden. Ze stelde dat een baby nog geen emoties kan geven en ontvangen, waardoor deze nog geen behoefte heeft aan fysieke of psychologische nabijheid. Het was daarom noodzakelijk om niet 'zonder reden' tijd door te brengen met het kind.
Buiten dat het kind gewassen, verschoond en gevoed moest worden, moesten ouders het kind verder volledig met rust laten: het kind zou op termijn 'slap' worden als het werd overladen met genegenheid. Als het kind 's nachts huilde, moest de moeder daar geen aandacht aan besteden. Op deze manier zou het kind vanzelf leren dat huilen geen zin had, concludeerde Haarer. Als kinderen vastgehouden werden, moesten ze zo min mogelijk aangeraakt worden en hen niet in de ogen aankijken. Volgens Haarer was een baby een kwelgeest wiens wil gebroken moest worden. Kinderen werden gestraft door hen liefde te onthouden of door geweld te gebruiken.

### Onderzoek effecten
Onderzoek naar de effecten van de opvoedingsmethoden van Haarer kwam in de jaren tachtig van de twintigste eeuw, vijftig jaar nadat het boek voor het eerst verscheen. Het eerste kritische onderzoek werd uitgevoerd door psychologe Ute Benz die haar bevindingen in 1988 publiceerde. De Duitse psychiater Hartmut Radebold deed uitgebreid onderzoek naar kinderen uit de oorlogsgeneratie. Hij stelde dat met name ouders die zich sterk identificeerden met het naziregime en vrouwen die afkomstig waren uit een gebroken gezin vatbaar waren voor de educatieve propaganda van Haarer.
In 1997 schreef sociaal werker Sigrid Chamberlain het boek Adolf Hitler, die deutsche Mutter und ihr erstes Kind over Haarers opvoedmethoden. Volgens Chamberlain is een 'gebrek aan hechting' ('Bindungslosigkeit'), waardoor het kind later moeite heeft andere gehechtheidsrelaties aan te gaan, kenmerkend in de nationaalsocialistische opvoeding. Het kind leerde daarnaast zijn gevoelens te onderdrukken, waardoor het eigen gevoelens en lichaamssignalen niet meer kon waarnemen of herkennen. De innerlijke leegte kon, volgens diverse onderzoekers van Haarers werk, vervolgens  worden opgevuld met de nationaalsocialistische ideologie en groepsbinding.
Volgens de Duitse psychiater en psychotherapeut Karl-Heinz Brisch waren kinderen die gemakkelijk te verleiden waren, niet nadachten en niet voelden praktisch voor een oorlogsnatie. Brisch stelt dat het boek van Haarer ook in de naoorlogse jaren een groot effect had: "Onze moeders, en vooral onze grootmoeders, hadden het boek allemaal in de boekenkast staan en kregen het cadeau toen hun kinderen werden geboren. Ook na het einde van de Tweede Wereldoorlog." Uit zijn onderzoek kwam naar voren dat personen die zijn opgevoed met de ideeën van Haarer vaker last hebben van depressies, alcoholverslavingen, moeite hebben met het herkennen van hun emoties en met het opbouwen van banden met anderen, doordat zij onveilig zijn gehecht.

### De kinderen van Johanna Haarer
Gertrud Haarer, de jongste dochter van Johanna Haarer, schreef in 2012 haar ervaringen met haar moeder en de herinneringen uit haar jeugd op in het boek Die deutsche Mutter und ihr letztes Kind. Ze vertelde onder meer dat ze nooit bij haar moeder op schoot mocht zitten en dat ze als kind slechts één keer door haar moeder is omhelst: "Toen [bij de bevrijding] de Amerikanen arriveerden [...] nam ze me in haar armen, omdat ze wist dat Amerikanen van kinderen houden." Ondanks haar moeilijke band met haar moeder, omschreef ze haar als: "mijn steun en toeverlaat. Mijn hoogste autoriteit."
In een interview uit 2000 vertelde Johanna Haarers oudste dochter Anna Hutzel dat haar moeder de in haar boeken beschreven adviezen ook toepaste binnen het eigen gezin. Volgens Hutzel werden gezinsproblemen met geweld opgelost en leden de kinderen onder de emotionele kilte van hun moeder.

## Werken (selectie)
- Die deutsche Mutter und ihr erstes Kind (1934)
- Unsere kleinen Kinder. Ernährung und Wachstum, Pflege und Kleidung, Entwicklung und Erziehung (1936)
- Säuglingspflege für junge Mädchen. Unterrichtsbuch für Schulen (1937)[6]
- Mutterschaft und Familienpflege im neuen Reich (1937)
- Mutter, erzähl von Adolf Hitler (1939), in het Nederlands gepubliceerd als Moeder, vertel eens wat van Adolf Hitler! (1942)
- Die Mutter und ihr erstes Kind (1949), herwerkte heruitgave van Die deutsche Mutter und ihr erstes Kind
- Unsere Schulkinder (1950)
- Mein Strickbuch (1950)
- Gesund und schön durchs Leben gehen. Eine ländliche Gesundheitsfibel (1952)
- Grosse Kinder – grosse Sorgen. Kinder in der Reifezeit (1954), samen met Esther von Reichlin
- Die Welt des Arztes. Ein medizinisches Buch für Ausländer (1957)
- Kinder auf dem Bauernhof (1957)
- 2. Band: Unser Kind und die Erziehung auf dem Lande (1959), als co-auteur
- Deutscher Alltag: Ein Gesprächsbuch für Ausländer (1959)
- Frau sein und gesund bleiben (1962)

- Digitale Bibliotheek voor de Nederlandse Letteren: haar051
- Gemeinsame Normdatei: 119039850
- International Standard Name Identifier: 0000 0001 0959 8473
- Library of Congress Control Number: no98116010
- Nationale Bibliotheek van Tsjechië: nlk20040155801
- Nationale Bibliotheek van Israël: 987007336545605171
- Nederlandse Thesaurus van Auteursnamen: 069964556
- Système universitaire de documentation: 174560303
- Virtual International Authority File: 22942574
- WorldCat: E39PBJbCKcGgbhrc8t96khJdQq